# عثمان الجرندي
عثمان الجرندي، سياسي ودبلوماسي تونسي. شغل سابقاً منصب وزير الشؤون الخارجية والهجرة والتونسيين بالخارج منذ 24 أغسطس 2020 وحتى 7 فبراير 2023. كما شغل المنصب بين 2013 - 2014 في حكومة علي العريض.

## السيرة الذاتية
انتمى الجرندي إلى السلك الدبلوماسي منذ 1979 وعمل بين 1981 و1988 كسكرتير أول لسفارة تونس في الكويت ثم كمستشار في الوزارة الخارجية، وبحلول العام 1990 عين في بعثة التونسية في الأمم المتحدة. في عام 1994 سمي كسفير في نيجيريا ثم على التوالي مديرا في الوزارة مكلفا بالشأن الإفريقي (1998)، نائب ممثل تونس في الأمم المتحدة (2000)، فسفيرا في كوريا الجنوبية (2002) ثم في الأردن (2010) تخللها توليه خطة مدير عام للمؤتمرات والنّدوات الدّولية بالوزارة (2005) ومكلف بمهمة في ديوان الوزير (2008). بعد الثورة التونسية عمل كمندوب دائم للجمهورية التونسية لدى منظمة الأمم المتحدة بين أوت 2011 ونوفمبر 2012 وفي 8 مارس 2013 عين كوزير للشؤون الخارجية في حكومة علي العريض خلفا لرفيق عبد السلام في إطار تحييد وزارات السيادة. أعلن رئيس الحكومة التونسي المكلف هشام المشيشي عن تشكيل الحكومة الجديدة في 24 أغسطس 2020 وعين السيد عثمان الجرندي فيها وزيراً للشؤون الخارجية والهجرة والتونسيين بالخارج.
في 7 فبراير 2023 أعلن الرئيس التونسي قيس سعيد إقالته من منصبه وسط أزمة سياسية.

## مقالات ذات صلة
- حكومة علي العريض